# Gertrude Michael
Gertrude Michael (ur. 1 czerwca 1911 w Talladega,  Alabama, zm. 31 grudnia 1964 w Beverly Hills, California) – amerykańska aktorka filmowa.

## Wybrana filmografia
- 1933: Nie jestem aniołem jako Alicia Hatton
- 1934: Kleopatra jako Kalpurnia
- 1937: Mr. Dodd szaleje jako Jessica Stafford